# Castillo de Torcafaló
El castillo de Torcafaló, o de Torcafelló, o de Torcafeló, es un castillo situado en el municipio de Massanet de la Selva, construido alrededor del año 1080, documentado desde el 1106, y que funcionó entre los siglos XI y XIII.

## Historia
El antiguo castillo comprendía la demarcación de Massanet de la Selva, con el pueblo de Martorell de la Selva, propiedad de los Cabrera, que desde el siglo XII formó el centro de una alcaldía del vizcondado de Cabrera.
La primera noticia segura es del año 1106, en que Guillermo Ponce del linaje de los Cabrera juró fidelidad al conde Ramón Berenguer I por los castillos de Blanes, Argimón y Cabrera. Desde el año 1231 tenía castellanos o alcaldes que residían permanentemente. En 1450 se autorizó la construcción de una capilla a Sant Jorge.
El topónimo de Torcafelló persistió en diferentes documentos hasta el siglo XVI en que se pierde toda noticia documental del castillo de Torcafelló, pero, en cambio, en la cima del cerro de San Jorge donde estuvo el castillo, aparece una capilla dedicada al santo. Esta en el siglo XIX fue en torre de telegrafía óptica.
El conjunto fue objeto de una restauración y de una rehabilitación llevadas a cabo por Juan Francisco Machado junto al Taller de Historia de Massanet entre los años 1988 y 1997, y de unas excavaciones arqueológicas entre los años 1999 y 2006 que permitieron descubrir la mayor parte de los restos enterrados del castillo.

## Características
El conjunto monumental actual está compuesto por la capilla de San Jorge, del siglo XV (fortificada en el siglo XIX cuando fue convertida en torre de telegrafía óptica) y los restos del castillo medieval de Torcafaló.
El cercado de murallas, cierra una superficie de unos 18 metros de ancho por 25,5 metros de largo. El muro, ligeramente ataludado, tiene un grosor de 1 metro. Un foso recorre todo el exterior, con una anchura de 2,5 metros, a partir del cual hay un segundo muro que rodea toda la antigua muralla. Actualmente se puede ver la capilla, dedicada a San Jorge, y restos del muro y del foso.

## Imágenes

Castillo de Torcafaló
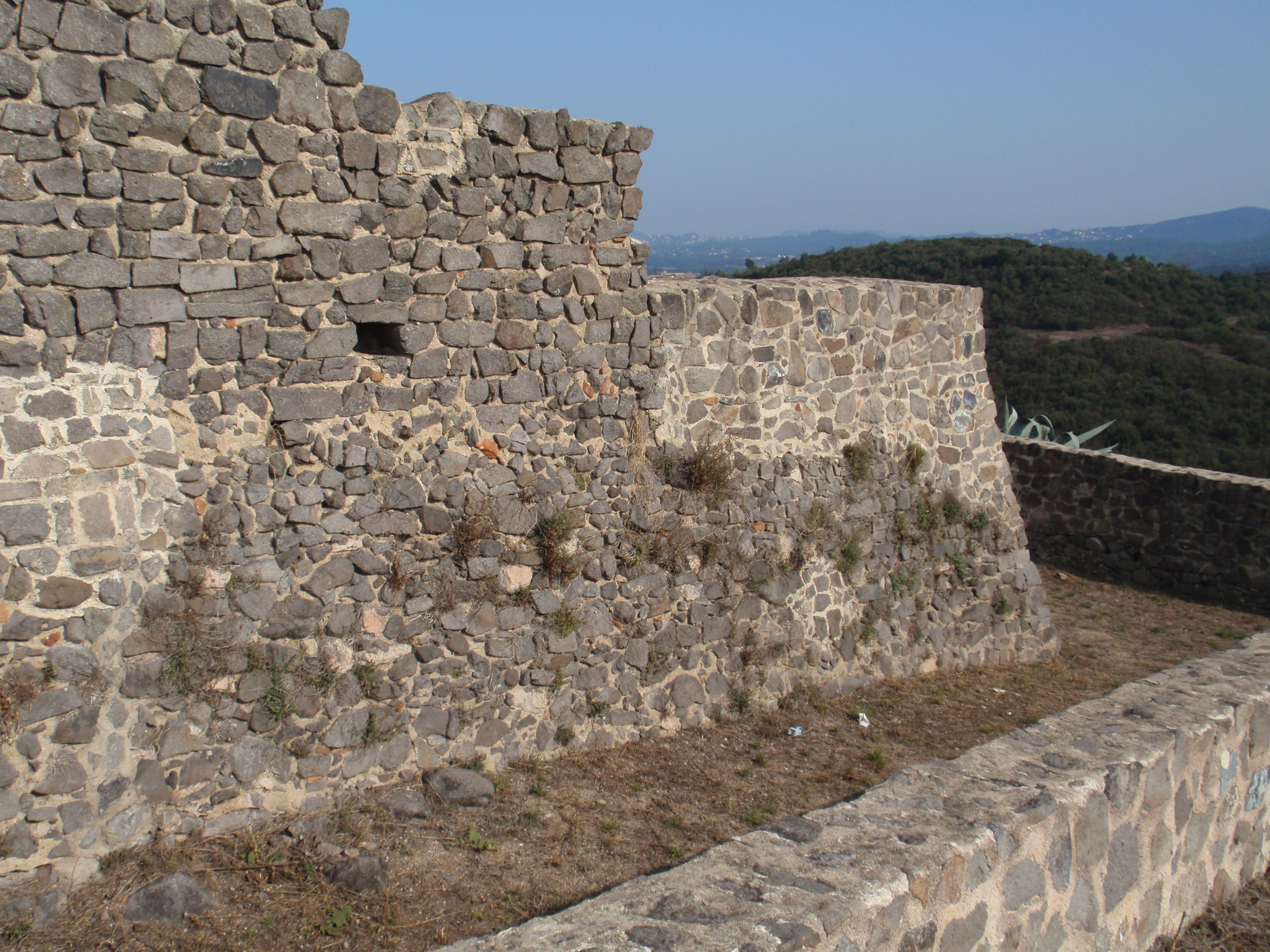
Murallas.
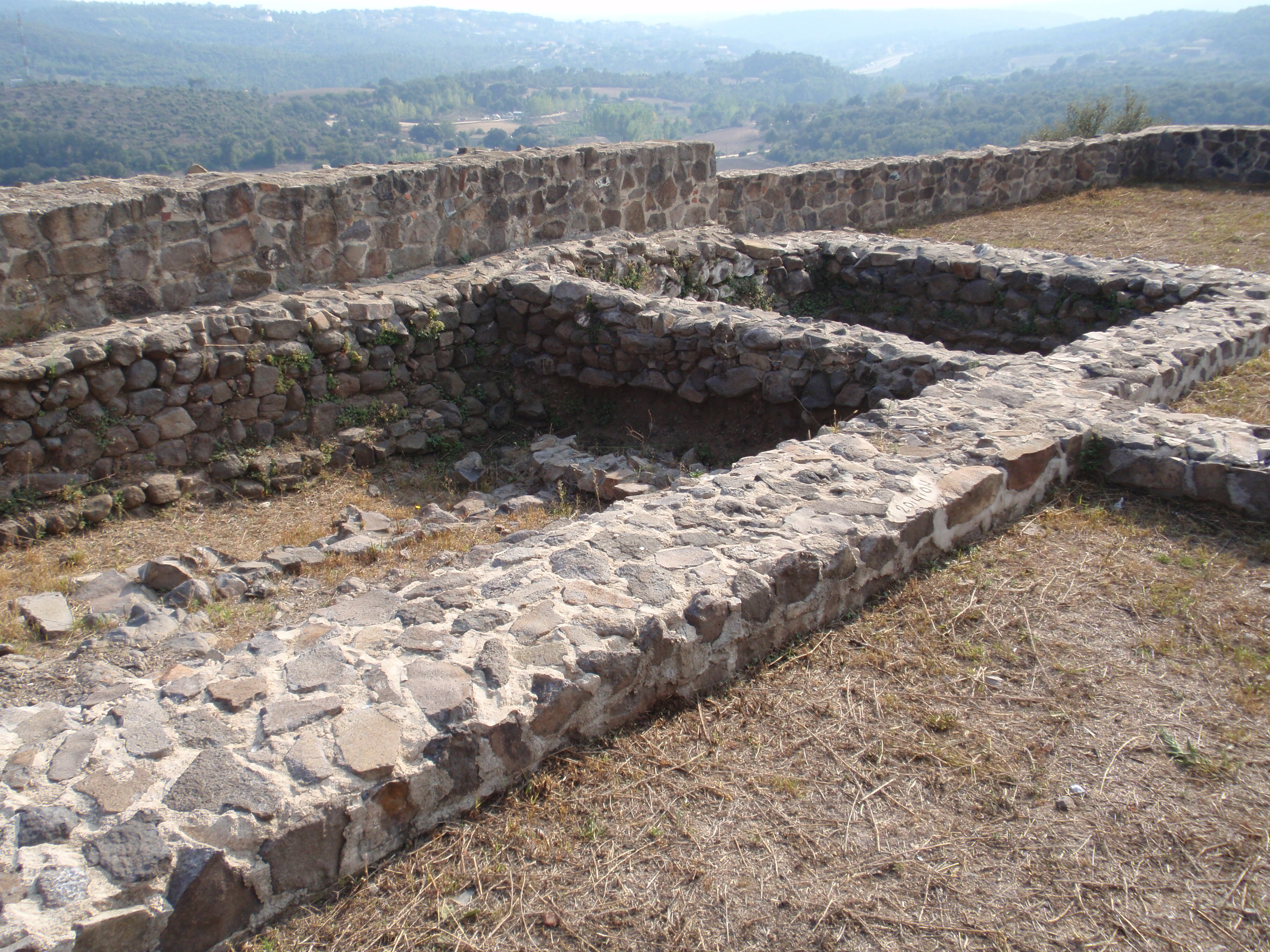
Estancias.
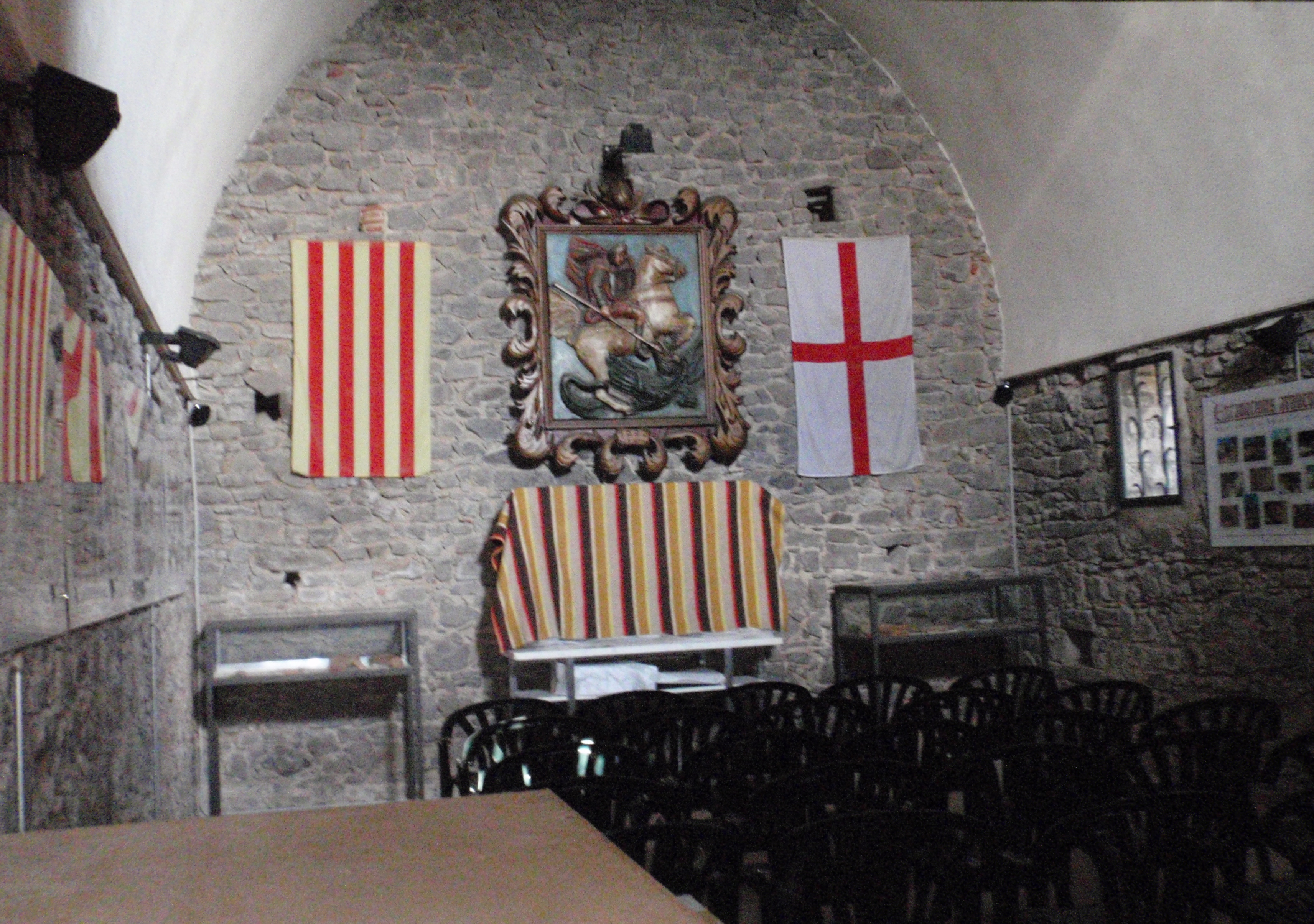
Interior de la capilla.
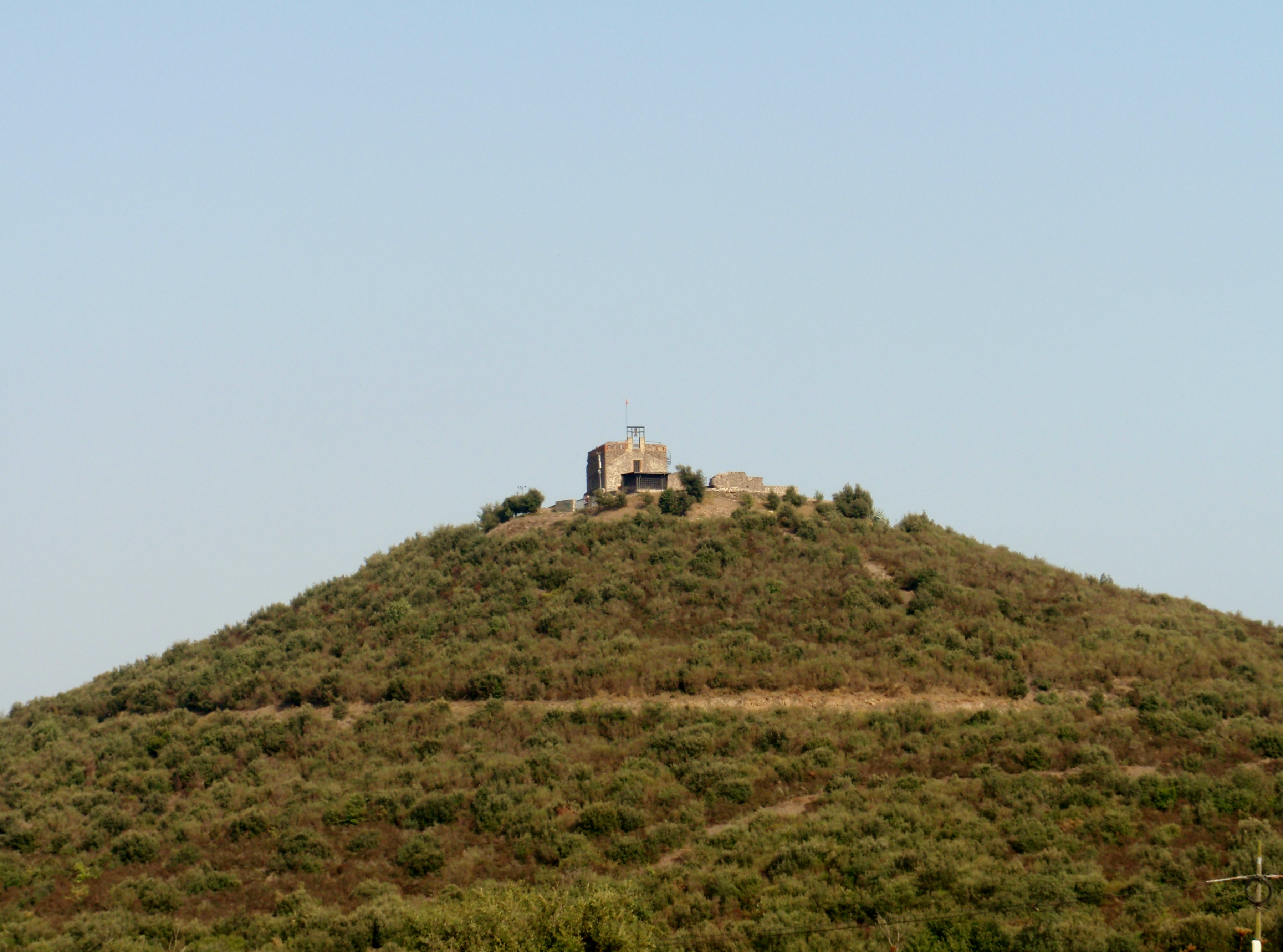
Vista del castillo.